# Yowakutemo Katemasu
Yowakutemo Katemasu: Aoshi Sensei to Heppoko Kōkō Kyūji no Yabō (弱くても勝てます〜青志先生とへっぽこ高校球児の野望〜, in linguaggio internazionale Baseball Brainiacs)  è un dorama stagionale giapponese basata sul romanzo di semi-autobiografico di Hidemine Takahashi.
Kazunari Ninomiya, che è uno dei membri del gruppo di idol Arashi, ha interpretato il ruolo principale; mentre Kasumi Arimura ha svolto un ruolo di supporto come manager per la squadra di baseball della High School. La serie è stata presentata in anteprima su Nippon Television il 12 aprile del 2014 e ha ricevuto in media un rating di spettatori pari al 9,9%.

## Cast
- Kazunari Ninomiya: Aoshi Tamo, un insegnante di scuola superiore
- Kumiko Aso: Riko Tone, giornalista sportivo
- Kasumi Arimura: Yuzuko Tarumi, un manager della squadra di baseball
- Hiroko Yakushimaru: Kaede Tarumi, la madre di Yuzuko
- Sōta Fukushi: Kimiyasu Akaiwa, membro della squadra di baseball
- Yūto Nakajima: Tsuyoshi Shirao, un membro della squadra di baseball
- Kento Yamazaki: Kōki Ebato, capitano di una squadra di baseball
- Kanata Hongō. Shunichi Kamezawa, membro della squadra di baseball
- Katsuhiro Suzuki. Masami Kashiyama, un membro della squadra di baseball
- Ichikawa Ebizō XI: Kentarō Yachida, ex membro della squadra di baseball
- Dori Sakurada: Eisuke Shikata, un membro della squadra di baseball